# György Kárpáti
György Kárpáti (Boedapest, 23 juni 1935 - 17 juni 2020) was een Hongaars waterpolospeler.
György Kárpáti nam als waterpoloër viermaal deel aan de Olympische Spelen in 1952, 1956, 1960 en 1964. Tijdens de finale ronde van het toernooi van 1956 nam hij deel aan de bloed-in-het-waterwedstrijd. Hij veroverde driemaal een gouden en eenmaal een bronzen medaille.
In de competitie kwam Kárpáti uit voor Budapesti Kinizsi en Ferencvárosi Torna Club.
Róbert Antal · 
Antal Bolvári · 
Dezső Fábián · 
Dezső Gyarmati · 
István Hasznos · 
László Jeney · 
György Kárpáti · 
Dezső Lemhényi · 
Kálmán Markovits · 
Miklós Martin · 
Károly Szittya · 
István Szívós sr. · 
György Vizvári
Antal Bolvári · 
Ottó Boros · 
Dezső Gyarmati · 
István Hevesi · 
László Jeney · 
Tivadar Kanizsa · 
György Kárpáti · 
Kálmán Markovits · 
Mihály Mayer · 
István Szívós sr. · 
Ervin Zádor
András Bodnár · 
Ottó Boros · 
Zoltán Dömötör · 
László Felkai · 
Dezső Gyarmati · 
István Hevesi · 
László Jeney · 
Tivadar Kanizsa · 
György Kárpáti · 
András Katona · 
János Konrád · 
Kálmán Markovits · 
Mihály Mayer · 
Péter Rusorán
Miklós Ambrus · 
András Bodnár · 
Ottó Boros · 
Zoltán Dömötör · 
László Felkai · 
Dezső Gyarmati · 
Tivadar Kanizsa · 
György Kárpáti · 
János Konrád · 
Mihály Mayer · 
Dénes Pócsik · 
Péter Rusorán
- International Standard Name Identifier: 0000 0000 7931 4766
- Virtual International Authority File: 121402600